# Станко, Светлана Александровна
Светлана Александровна Станко (укр. Світлана Олександрівна Станко; род. 13 мая 1976, Ровно), в девичестве Клименко (укр. Клименко) — украинская легкоатлетка, специалистка по бегу на длинные дистанции и марафону. Выступала на профессиональном уровне в 2005—2018 годах, победительница и призёрка ряда крупных международных стартов на шоссе, чемпионка Украины, участница летних Олимпийских игр в Рио-де-Жанейро. Мастер спорта Украины международного класса.

## Биография
Светлана Клименко родилась 13 мая 1976 года в Ровно, Украинская ССР.
Начиная с 2005 года регулярно принимала участие в различных коммерческих шоссейных стартах в Европе, преимущественно на территории Польши.
В 2010 году после победы на марафоне «Александр Великий» в Салониках вошла в основной состав украинской сборной и выступила на чемпионате Европы в Барселоне, где в зачёте марафона показала результат 2:43:35 и заняла 19-е место. Позднее с результатом 2:38:59 финишировала третьей на Афинском классическом марафоне.
В 2011 году отметилась победами на Цюрихском и Варшавском марафонах, во втором случае установила свой личный рекорд — 2:31:28.
В 2012 году выиграла чемпионат Украины по марафону в Белой Церкви (2:39:47), стала второй на Афинском марафоне (2:40:07).
На Афинском классическом марафоне 2013 года вновь пришла к финишу второй.
В 2014 году с личным рекордом 1:12:09 финишировала пятой на Варшавском полумарафоне, вновь выиграла марафон в Варшаве (2:33:04).
В 2016 году стартовала в полумарафоне на чемпионате Европы в Амстердаме, с результатом 1:18:18 заняла 72-е место. Благодаря череде успешных выступлений удостоилась права защищать честь страны на летних Олимпийских играх в Рио-де-Жанейро — в программе марафона показала время 2:42:26, расположившись в итоговом протоколе соревнований на 66-й строке.
Завершила спортивную карьеру по окончании сезона 2018 года.